# Appeldomstolen for England og Wales
Appeldomstolen for England og Wales (Her Majesty's Court of Appeal in England, Court of Appeal of England and Wales eller bare Court of Appeal) er en domstol, der blev oprettet i 1875. Domstolen har sæde i Royal Courts of Justice på Strand i London.
Domstolens kriminalafdeling (Criminal Division) behandler sager, der appelleres fra Crown Court, mens domstolens civile afdeling (Civil Division) behandler sager, der appelleres fra Landsretten for England og Wales og fra County Court.
Sagerne kan sendes videre til Storbritanniens Højesteret.

## Dommere
Dommerne kaldes Lords Justices of Appeal.
Efter nogle måneders tjeneste i Appeldomstolen udnævnes dommerne til medlemmer af Statsrådet, og de kan herefter også gøre tjeneste i Statsrådets Retsudvalg, der er den øverste domstol for Storbritannien og en del andre stater i Commonwealth.